# کوبی کارل
کوبی کارل (انگلیسی: Coby Karl؛ زادهٔ ۸ ژوئن ۱۹۸۳) بازیکن بسکتبال اهل ایالات متحده آمریکا است.
از باشگاه‌هایی که در آن بازی کرده‌است می‌توان به گلدن استیت واریرز، المپیا میلان، باشگاه بسکتبال یوونتوت بادالونا، کلیولند کاوالیرز، و لس آنجلس لیکرز اشاره کرد.